# Wausau (Wisconsin)
Pour l’article homonyme, voir Wausau (Floride).
Wausau est une ville du Wisconsin, dans le comté de Marathon, aux États-Unis. Traversée par la rivière Wisconsin, la population municipale s'élevait à 39 106 habitants lors du dernier recensement.
Wausau possède deux aéroports (Central Wisconsin Airport, code AITA : CWA et Wausau Municipal Airport, code AITA : AUW).

## Démographie
| Groupe            | Wausau | Wisconsin | États-Unis |
| ----------------- | ------ | --------- | ---------- |
| Blancs            | 83,7   | 86,2      | 72,4       |
| Asiatiques        | 11,1   | 2,3       | 4,8        |
| Métis             | 2,3    | 1,8       | 2,9        |
| Afro-Américains   | 1,4    | 6,3       | 12,6       |
| Autres            | 0,9    | 2,4       | 6,2        |
| Amérindiens       | 0,8    | 1,0       | 0,9        |
| Total             | 100    | 100       | 100        |
|                   |        |           |            |
| Latino-Américains | 2,9    | 5,9       | 16,7       |

Selon l'American Community Survey, pour la période 2011-2015, 85,55 % de la population âgée de plus de 5 ans déclare parler l'anglais à la maison, 9,08 % déclare parler le hmong, 3,47 % l'espagnol, 0,68 % l'hindi, 0,59 % l'allemand et 1,64 % une autre langue.

## Personnalités liées à la ville
- Paul Hess, pianiste et chef d'orchestre, est né à Wausau en 1952.
- Marissa Mayer, PDG de Yahoo! de 2012 à 2017, est née à Wausau en 1975.
- Douglas T. Prehn (XXe siècle), urologue ayant pratiqué à  Wausau.